# خالدة
الخالدة أو ذهب الشمس أو كتلة صفرا (باللاتينية: Helichrysum) جنس نباتي من الفصيلة النجمية. يضم بضعة أنواع من النباتات العشبية موطنها حوض البحر الأبيض المتوسط.
نبتة عشبية معمرة ورقها كثيف بشكل خطي الرؤوس مسننة ، نستخدم الاوراق لاستخراج الزيت يحتوي على (NEROLE / TANNINS / AND FLAVONOIDS ) . نستخدم الزيت كمضاد التهاب ، مطهر جلدي ، ألم المفاصل و اضطرابات الجهاز التنفسي .

## من أنواعهالواطنةفيالوطن العربي
1. ذهب الشمس الأبيض (باللاتينية: Helichrysum virgineum) في بلاد الشام
2. ذهب الشمس الأرمني (باللاتينية: Helichrysum armenium) في بلاد الشام وتركيا والقوقاز
3. ذهب الشمس الأوشري (باللاتينية: Helichrysum aucheri) في بلاد الشام وتركيا وبعض مناطق شرق أوروبا
4. ذهب الشمس البلاسي (باللاتينية: Helichrysum pallasii) في بلاد الشام وتركيا وأرمينيا
5. خالدة دموية (باللاتينية: Helichrysum sanguineum) في بلاد الشام وتركيا
6. ذهب الشمس الرملي (باللاتينية: Helichrysum arenarium) في بلاد الشام وتركيا والقوقاز ومعظم مناطق أوروبا
7. ذهب الشمس القزم (باللاتينية: Helichrysum pygmaeum) في بلاد الشام
8. خالدة مذهبة (باللاتينية: Helichrysum plicatum) في بلاد الشام وتركيا والقوقاز والبلقان
9. خالدة الجزر (باللاتينية: Helichrysum stoechas) في بلاد الشام ومصر والمغرب العربي وعموم حوض المتوسط
10. ذهب الشمس المكور نويع بارلييه (باللاتينية: Helichrysum stoechas subsp. barrelieri) في بلاد الشام ومصر والمغرب العربي والقسم الشرقي من حوض المتوسط

## من أنواعه الأخرى
- خالدة سنية
- خالدة صفراء
- خالدة طاقية
- خالدة معنقة
- خالدة نتنة